# Językoznawstwo synchroniczno-porównawcze
Językoznawstwo synchroniczno-porównawcze – nurt językoznawczy zapoczątkowany przez Wilhelma von Humboldta. W odróżnieniu od językoznawstwa historyczno-porównawczego, Humboldt proponował badania nad spokrewnionymi językami w formie aktualnej i ich klasyfikację na tej podstawie.
Na gruncie językoznawstwa synchroniczno-porównawczego wyrosła m.in. teoria relatywizmu kulturowego, a także humboldtowski podział języków na izolujące, aglutynacyjne oraz fleksyjne.